# Anton Cañellas
 (mai 2018).
Le contenu est difficilement compréhensible vu les erreurs de traduction, qui sont peut-être dues à l'utilisation d'un logiciel de traduction automatique.
Anton Cañellas Balcells, né à Barcelone le 4 octobre 1923 et mort à Sant Cugat del Vallès le 27 août 2006, est un avocat, bijoutier, éditeur et homme politique catalan centriste.
Élu député au Congrès des députés lors des élections générales de 1977 et 1979, il est membre de la commission qui rédigea l'avant-projet de Statut d'autonomie de la Catalogne de 1979. Il est Síndic de Greuges de Catalogne entre 1993 et 2004.

## Biographie

### Débuts
Il est né le 4 octobre 1923 à Barcelone et il étudia à l'école Virtèlia de Barcelone. Diplômé en Droit par l'Université de Barcelone, il rentre au cours 1945-1946 et fait partie du Groupe Torras et Bages où coïncida avec Jordi Pujol et Joan Reventós, entre d'autres.[pas clair][style à revoir]

### Sous le franquisme
Il s'est opposé depuis le début au franquisme et a toujours défendu la démocratie et les droits humains. Il a commencé son activité politique en 1947 au parti politique Union démocratique de Catalogne, dont il fut le secrétaire général et le leader pendant la transition espagnole[pas clair][réf. nécessaire].
Il était membre de l'Équipe chrétienne-démocrate de l'État espagnol et membre de l'Union européenne démocrate-chrétienne. Il a tissé un vaste réseau de relations internationales avec des figures éminentes de la démocratie chrétienne[non neutre] (Helmut Kohl en Allemagne, Arnaldo Forlani et Aldo Moro en Italie, Rafael Chaudière à Venezuela, August De Schryver et Leo Tindemans en Belgique, Eduardo Frei au Chili, etc.)[réf. nécessaire]. Pour ses étroites relations politiques et amicales avec plusieurs hommes politiques italiens, il a été décoré en 1980 Grand Officier de l'Ordre du Mérite de la République italienne.
Il participa au Conseil de Forces Politiques de Catalogne, mais il s'opposa à la participation de l'UDC à l'Assemblée de Catalogne. Pendant l'année 1976 il participa comme représentant de la démocratie chrétienne espagnole dans la commission négociatrice de la réforme politique du gouvernement d'Adolfo Suárez (Commission des Neuf).

### Quatre mandats aux Cortes Generales
Il fut élu député à l'assemblée constituante espagnole en pilotant la candidature Union du Centre et la Démocratie Chrétienne de Catalogne dans les premières élections démocratiques en 1977. En 1978, en représentation de son parti, il fut un des membres de la Commission des Vingt que au parador de Sau, Fermes de Roue, il rédigea l'avant-projet du Statut d'Autonomie de Catalogne de 1979.
Partisan d'un pacte pour un grand centre avec le Union du Centre Démocratique d'Adolfo Suárez, il resta en minorité lors du congrès interne de l'UDC célébré en novembre 1978, dans lequel s'a décidé de se joindre avec CDC de Jordi Pujol. En conséquence, il abandonna de l'Union Démocratique de Catalogne accompagné de 300 adhérents fidèles, avec lesquels fonda Union Démocratique de Centre Large (UDCA) qu'après se constituerait dans UCD.
Fut aussi choisi député par les listes de UCD au Congrès des Députés dans les suivantes élections de 1979, en abandonnant cette chambre en 1980 pour conduire la liste de Centristes de Catalogne-UCD au Parlement de Catalogne. Dans ces premières élections au Parlement de Catalogne, le 20 mars de 1980, après la restauration de la Généralité de Catalogne, Cañellas a rattrapé 18 députés, 286.922 voix et le 10,61 %, en quatrième position. Ses députés ont facilité l'investiture du président de la Généralité de Catalogne Jordi Pujol, leader de Convergence et Union. Après de la crise électorale d'UCD aux elections générales de 1982, il va abandonner la politique active.

### Après de la politique
En 1985, il fut nommé président du Conseil Social de l'Université Autonome de Barcelone. En 1987, il reçut la Croix de Saint Jordi, l'une de plus hautes décorations de Catalogne, et la France le nomma Officier de l'Ordre de la Légion d'Honneur en 1997 et Officier de l'Ordre National du Mérite en 1994. En 2004, il a obtenu le Prix Justice de Catalogne.

### Síndic de Greuges de Catalogne
Il fut choisi Síndic de Greuges de Catalogne (Défenseur du peuple) en février 1993, sous proposition de Pasqual Maragall et Jordi Pujol. Pendant ses onze années au capdavant, il va stimuler l'institution et le papier des dénommés ombudsman (défenseurs du village, en anglais). A substitué Frederic Rahola à la Sindicatura de Greuges et il va être pris la relève de par Rafael Ribó en 2004. A atteint être président de l'Institut Européen de l'Ombudsman (2000-2002) et vice-président de la Fédération Ibéro-américaine de l'Ombudsman (1999-2001).

## Décorations et médailles
Il est décoré de:
- Officier de la Légion d'honneur[8]
- Officier de l'Ordre national du Mérite
- Grand Officier de l'Ordre du Mérite de la République italienne[4]
- Grand Croix de l'Ordre du mérite militaire espagnol[9]
- Croix de Saint Georges (Creu de Sant Jordi)[10]
- Prix Justice de la Généralité de Catalogne[11]
- Médaille Manuel Carrasco i Formiguera, de l'Union démocratique de Catalogne[12]
- Croix européenne d'Or de la Fondation espagnole de promotion européenne[13]